# Březenská pánev
Březenská pánev je geomorfologický okrsek v jihozápadní části Chomutovsko-teplické pánve na rozhraní okresů Chomutov a Louny. Velká část jejího povrchu byla změněna těžbou hnědého uhlí.

## Poloha a sídla
Pánev leží mezi městy Chomutov, Kadaň a vodní nádrží Nechranice. Na severu ji přibližně vymezuje Podkrušnohorský přivaděč. U Černého vrchu se hranice stáčí k jihu a na jižním okraji Spořic k jihovýchodu, kde vede podél trasy dálnice D7. Jihovýchodní cíp okrsku leží na území okresu Louny mezi Vysočany a Hořeticemi. Jižní hranice vede údolím Černovického potoka směrem ke Kopečku a podél severního břehu nechranické vodní nádrže. Prochází areálem Elektrárny Tušimice k jižnímu okraji Prunéřova, kde se stočí na sever a pokračuje k Nové Vísce. K obcím v oblasti patří Březno, Černovice a Hrušovany.

## Geologie a geomorfologie
Geologickým podložím pánve jsou miocenní jezerní jíly a písky mosteckého souvrství se slojemi hnědého uhlí. V izolovaných oblastech okolo Černého vrchu a Střezova se v podloží vyskytují třetihorní intruzivní horniny a pyroklastické sedimenty bazaltových hornin.
Terén oblasti se sklání směrem od severozápadu k jihovýchodu a byl výrazně pozměněn těžbou uhlí v povrchových velkolomech. Část území, zejména v oblasti severně od Března, je poddolovaná historickými hlubinnými doly. Reliéf krajiny je tvořen širokými rozvodními hřbety s plošinami se zbytky říčních štěrků. Podél úpatí Krušných hor se vyskytují náplavové kužely.
V geomorfologickém členění Česka je okrsek s označením IIIB-3B-2 součástí celku Mostecká pánev a podcelku Chomutovsko-teplická pánev. V jeho rámci sousedí na západě s Kláštereckou kotlinou a na severu s Údlickou kotlinou. Dalšími sousedy jsou podcelky Loučenská hornatina na severu, Žatecká pánev na jihovýchodě a Rohozecká vrchovina na jihu.

## Vodstvo
Osou území bývalo koryto říčky Hutné, které bylo ve druhé polovině dvacátého století přerušeno těžbou hnědého uhlí v Lomu Nástup – Tušimice. Voda z říčky byla svedena do Podkrušnohorského přivaděče a říčka znovu vzniká až u Března, odkud teče původním korytem jako Černovický potok, který se u Žatce vlévá do Ohře.

## Ochrana přírody
Na severním okraji Střezova začíná přírodní památka Střezovská rokle, kde je chráněna až dvacet metrů hluboká rokle vyhloubená erozní činností vody v třetihorních měkkých sedimentech. Přírodní památka Černovice byla vyhlášena za účelem ochrany biotopu s výskytem roháče obecného. Významným paleontologickým nalezištěm byla přírodní památka Merkur, která zanikla v důsledku sesuvů půdy na počátku 21. století.